# Zamarada discata
Zamarada discata là một loài bướm đêm trong họ Geometridae.